# Phasicnecus roseus
Phasicnecus roseus är en fjärilsart som beskrevs av Druce 1886. Phasicnecus roseus ingår i släktet Phasicnecus och familjen Eupterotidae. Inga underarter finns listade i Catalogue of Life.